# Розподільні кошти (MLS)
Розподільні кошти в MLS (англ. Allocation money) — сума грошей, яку команди можуть використовувати для підписання гравців і/або підвищення їхньої зарплати, щоб залишатися в рамках межі зарплат.
Розподільні кошти даються командам з шести причин:
1. Пропуск плей-оф у попередніх сезонах.
2. Розширення команди у своєму першому сезоні.
3. Трансфер гравця в закордонний клуб за валюту.
4. Виступ у груповому етапі або плей-оф Ліги чемпіонів КОНКАКАФ (додаткові гроші виділяються кожен сезон, коли команда буде проходити туди).
5. Команди можуть продати 2 з 10 своїх «бюджетних» місць у складі за гроші розподілу.
6. Команди, які купляють третього гравця із зарплатою вище встановленого максимуму, отримують третє місце як гроші розподілу.

Розподільні гроші можна використовувати кількома способами:
- Зменшити вартість гравця відносно межі заробітної плати до мінімальної зарплати ліги ($ 65 000 в 2017 році).
- Зменшити вартість гравця з перевищенням зарплати відносно межі зарплат з $ 350000 до мінімуму $ 175000.
- Зробити так, щоб зарплата гравця не виходила за межі (за рахунок встановлення заробітної плати нижче $ 350000).
- Купувати гравців за межами MLS (використовуючи розподільні кошти для будь-якої частини заробітної плати або торгової вартості).
- Продавати гравців в інші команди за будь-які гроші.

Незалежно від того, коли був даний розподіл, його розмір визначається MLS; деталі не розкриваються для широкої публіки. Посилаючись на це, деякі члени співтовариства MLS звинуватили лігу в пособництві великим ринковим командам, зокрема «Лос-Анджелес Гелексі», у використанні розподілів.
Розподільні гроші не слід плутати з розподільним ордером MLS. Останній є рейтингом, що використовуються для визначення того, який клуб має першочергове право придбати гравця збірної США, який повертається в MLS після гри за кордоном; або колишнього гравця MLS, який повертається в лігу після гри за кордоном за звичайну трансферну вартість. Поряд з розподільними грошима рейтинги розподільного ордера можуть бути продані за умови, що частиною компенсації, отриманої натомість є зміна рейтингу розподілу іншого клубу.
Двічі в історії ліги, клуб отримував гроші розподілу за гравця, що покидав клуб і використовував їх на того ж гравця, після його повернення в лігу: «Чикаго Файр» на Анте Разова і «Нью-Інгленд Революшн» на Даніеля Ернандеса.